# Luftschutzhilfsdienst

Zivilschutzzeichen von 1960–1966

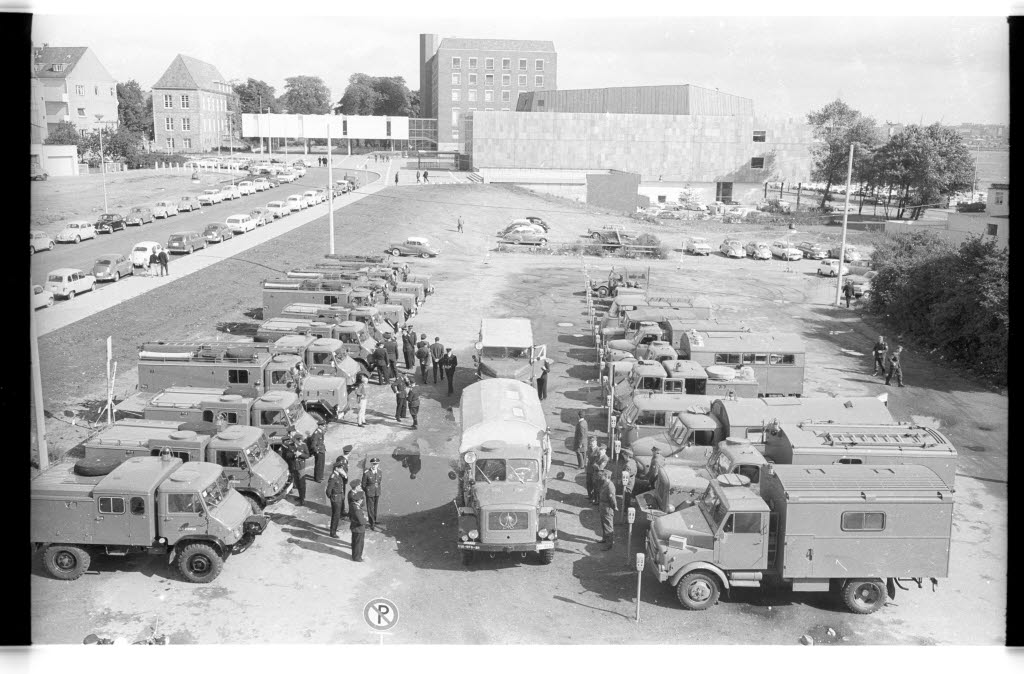
Fahrzeuge des Brandschutz-, Fernmelde-, Sanitäts-, Bergungs- und ABC-Dienstes vor dem Kieler Schloss (1966)

Der Luftschutzhilfsdienst (LSHD) war eine 1957 mit dem „Ersten Gesetz über Maßnahmen zum Schutz der Zivilbevölkerung“ gegründete, 1968 rechtlich aufgelöste und 1971 letztlich in den Katastrophenschutz eingegliederte Institution des Zivilschutzes in Westdeutschland. Er war, noch vom Luftschutz des Zweiten Weltkriegs geprägt, speziell für den Verteidigungsfall (V-Fall) aufgestellt und sollte nach einem Luftangriff tätig werden. Seine speziellen Aufgaben waren die Rettung von Menschen, Tieren und Sachwerten, die Instandsetzung zerstörter Infrastruktur und die Schadensfeststellung.

## Organisation

Zivilschutzzeichen von 1966–1982

Unterstellt war der LSHD dem Bundesamt für zivilen Bevölkerungsschutz (BzB) im Bundesministerium des Innern, einer Vorgängerbehörde des heutigen Bundesamts für Bevölkerungsschutz und Katastrophenhilfe. Er wurde somit mit Bundesmitteln ausgerüstet. Die Einheiten wurden meist Hilfsorganisationen, der Feuerwehr und dem Technischen Hilfswerk zugeordnet und mit Ehrenamtlichen besetzt, wenngleich der LSHD eine eigenständige Institution mit eigenen Ausbildungsstätten war. Es gab aber auch sogenannte Regieeinheiten, die von Kommunen/Gemeinden aufgestellt wurden. Gegliedert war der Luftschutzhilfsdienst in sogenannte Bereitschaften, die örtlich und überörtlich aufgestellt waren. Diese setzten sich aus mehreren Zügen und Fachgruppen zusammen. In der Regel bildeten jeweils drei Züge eine Bereitschaft.
Mit dem Gesetz zur Erweiterung des Katastrophenschutzes wurde der Luftschutzhilfsdienst aufgelöst, da nun der „erweiterte Katastrophenschutz“ als Vorhaltung von Personal aus dem normalen Katastrophenschutz für den Verteidigungsfall an seine Stelle trat. Die Ausrüstung des LSHD fiel zum Teil an andere Organisationen, wurde ausgesondert oder verkauft.
Zur Bewältigung seiner Aufgaben war der LSHD in mehrere Fachdienste aufgegliedert.

## Fachdienste

### Luftschutz-ABC-Dienst
Der Luftschutz-ABC-Dienst war für den ABC-Schutz im V-Fall zuständig. Seine Aufgaben waren insbesondere die Aufklärung und Erkundung von Gebieten, welche mit atomaren, biologischen und chemischen Stoffen, insbesondere Kampfstoffen, kontaminiert waren. Weiterhin war er mit der Dekontamination von Personen, Geräten und Flächen betraut. Hierzu war er in Luftschutz-ABC-Schnelltrupps, örtliche Luftschutz-ABC-Bereitschaften und überörtliche Luftschutz-ABC-Messbereitschaften organisiert. Diese waren in der Regel mit Vorausentgiftungsfahrzeugen (VEF), Tankwasserwagen (TW 30), Entgiftungsfahrzeugen (EF) mit Entgiftungsanhängern (EA) sowie Funkkommandowagen, Kompressoraggregat (KA) und Feldkochherden zur Versorgung ausgestattet.

### Luftschutz-Bergungsdienst
Der Luftschutz-Bergungsdienst war nach dem Luftschutz-Brandschutzdienst der zahlenmäßig größte Fachdienst. Seine Aufgaben waren die Rettung und Bergung von Menschen und Sachwerten aus Trümmern nach einem Luftangriff, sowie das Räumen und Instandsetzen zur Wiederherstellung einer Infrastruktur. Der Luftschutzbergungsdienst war dazu in Luftschutz-Bergungsschnelltrupps, örtlichen und überörtlichen Luftschutz-Bergungsbereitschaften, sowie örtlichen und überörtlichen Luftschutzräumzügen organisiert.
Ausgestattet war er mit Funkkommandowagen (FukoW), Mannschaftskraftwagen (MKW), Gerätekraftwagen (GKW) und Bergungsschnelltruppwagen (BSW).

### Luftschutz-Brandschutzdienst
Der Luftschutz-Brandschutzdienst war der größte Fachdienst des Luftschutzhilfsdienstes und eng mit den örtlichen Feuerwehren verknüpft. Lediglich die überörtliche Bereitschaft des Brandschutzdienstes war unabhängig von bestehenden Feuerwehren aufgestellt. Dementsprechend wurde die Ausbildung auch nach Feuerwehr-Dienstvorschriften durchgeführt. Der Brandschutzdienst hatte im Wesentlichen zwei Aufgabenbereiche: Brandbekämpfung/Menschenrettung und Wasserförderung. Die Wasserförderung wiederum sollte Löscheinheiten bei der Brandbekämpfung versorgen oder der Zivilbevölkerung Trink- und Brauchwasser bereitstellen. Dabei war der Brandschutzdienst in örtlichen und überörtlichen Luftschutz-Feuerwehrbereitschaften sowie in Luftschutz-Feuerwehrschnelltrupps aufgestellt.

#### Überörtliche Luftschutz-Feuerwehrbereitschaft
Die überörtliche Luftschutz-Feuerwehrbereitschaft (kurz: üöLS-FB) war eine taktische Einheit des Luftschutz-Brandschutzdienstes. Sie bestand aus zwei Lösch-Angriffszügen (A-Zügen), einem Lösch-Wasserversorgungszug (W-Zug) und einem Versorgungszug. Das Personal wurde von ehrenamtlichen Helfern aus der Zivilbevölkerung gestellt, während die Fahrzeuge und Ausrüstung z. T. aus Bundesbeschaffung stammten, aber auch aus der Zivilbevölkerung mobilgemacht wurden (Krafträder, Personen- und Lastkraftwagen). Personell bestand die üöLS-FB laut Stärke- und Ausstattungsnachweisung (STAN) aus 88 Helfern und war mit 22 Kraftfahrzeugen und einem Anhänger beweglich gemacht.

##### Organisation

###### Führungsgruppe
Die Führungsgruppe war die oberste Führungseinheit der Feuerwehrbereitschaft. Sie setzte sich aus dem Bereitschaftsführer, dessen Fahrer, zwei Fernmeldern zusammen und konnte auf einen Funkkommandowagen (Fukow) mit einem Hand-Sprech-Funkgerät FuG 6 bzw. FuG 6a und einem Kraftfahrzeug-Sprech-Funkgerät FuG 7 bzw. FuG 8 zurückgreifen. Dazu traten noch ein Zugführer z. b. V. und ein Melder, die jeweils mit einem Kraftrad (Krad) beweglich waren.

###### Lösch-Angriffszug
Die Luftschutz-Feuerwehrbereitschaft verfügte über zwei Angriffszüge, die jeweils aus
- einem Führungstrupp,
- einer Voraus-Löschstaffel,
- zwei Tank-Löschtrupps und
- einer Löschgruppe

bestanden.
Der Führungstrupp setzte sich aus einem Zugführer, einem Fernmelder und einem Kraftfahrer zusammen, die über einen Personenkraftwagen (Pkw) verfügten; der Kraftfahrer war darüber hinaus auch Sanitäter. Dem Zugführer stand ein Hand-Sprech-Funkgerät FuG 6 bzw. FuG 6a zur Verfügung.
Die Voraus-Löschstaffel bestand aus einem Staffelführer, zwei Truppführern und zwei Truppmännern (Helfer), sowie einem Maschinisten, der zugleich auch Kraftfahrer des Vorauslöschfahrzeuges (VLF) war. Jeder der beiden Tank-Löschtrupps bestand aus einem Truppführer, einem Truppmann (Helfer) und einem Maschinisten, der auch hier zugleich Kraftfahrer des Tanklöschfahrzeuges 8 (TLF 8) war. Die Löschgruppe war mit einem Löschgruppenfahrzeug 16 mit Tragkraftspritze (LF 16-TS) ausgerüstet und bestand aus einem Gruppenführer, drei Truppführern, drei Truppmännern (Helfern), einem Melder und dem Maschinisten/Kraftfahrer. Damit bestand jeder Lösch-Angriffszug aus 24 Helfern.

###### Lösch-Wasserversorgungszug
Jede Luftschutz-Feuerwehrbereitschaft verfügte über einen Lösch-Wasserversorgungszug, der sich aus
- einem Führungstrupp,
- einer Tank-Löschstaffel,
- einer Schlauch-Löschstaffel und
- einer Löschgruppe

zusammensetzte.
Der Führungstrupp und die Löschgruppe waren genauso ausgerüstet und zusammengesetzt wie im Lösch-Angriffszug. Die Tank- und die Schlauch-Löschstaffel waren personell genauso zusammengesetzt wie die Voraus-Löschstaffel im Lösch-Angriffszug, verfügten aber über ein Tanklöschfahrzeug 16 mit Staffelbesatzung (TLF 16) bzw. einen  Schlauchkraftwagen mit Staffelbesatzung (SKW). Damit umfasste auch der Lösch-Wasserversorgungszug insgesamt 24 Helfer.

###### Versorgungszug
Der Versorgungszug verfügte über keine eigene Führungseinheit. Der Zugführer, der zugleich "Schirrmeister Gerät" war, besetzte zusammen mit dem "Schreiber", der zugleich auch Sanitäter und Kraftfahrer war, einen Personenkraftwagen (Pkw). Dazu trat ein Melder mit einem Kraftrad (Krad). Zum Versorgungszug trat ferner eine Kraftfahr-Drehleiter (DL) aus "Friedensbeständen der Feuerwehr".
Der "Schirrmeister, Kraftfahrzeuge" und ein „Kfz-Handwerker“, dieser zugleich Kraftfahrer, besetzten einen mittleren Lastkraftwagen (mLkw) mit 3,5 t Nutzlast, der mit "50 Kraftstoffkanistern, 20 Liter" (also 1000 Liter Kraftstoff) und Werkzeug beladen war ("Schirrmeister-Lkw").
Hinzu kam ein weiterer mLkw, der mit dem "Rechnungsführer", einem Koch und einem „Kfz-Handwerker“, dieser ebenfalls zugleich Kraftfahrer, besetzt war. Dieser mLkw ("Verpflegungs-Lkw") diente als Zugfahrzeug für einen Feldkochherd (FKH) und war u. a. mit 7 "Essenbehältern 13 Liter" und 10 "Wasserkanistern, 10 Liter" ausgestattet. Der Versorgungszug hatte damit eine Stärke von 10 Helfern.

### Luftschutz-Fernmeldedienst
Der Luftschutz-Fernmeldedienst sollte nach einem Luftangriff auf die Bundesrepublik im Verteidigungsfall die Kommunikation zwischen den Stellen des Luftschutzhilfsdienstes wiederherstellen und aufrechterhalten. Außerdem sollte der Fernmeldedienst eine Kommunikationsverbindung zwischen Bereitschaften sowie deren Bereitstellungsräumen herstellen und koordinieren. Die Fernmelder waren dabei in Luftschutz-Fernmeldezügen und motorisierten überörtlichen Luftschutz-Fernmeldezügen organisiert, wobei – wie aus den Namen bereits erkennbar – nur die überörtlichen Züge mit Fahrzeugen ausgestattet waren. Zurückgreifen konnten sie dabei auf die zum Teil heute noch verwendeten Funkkraftwagen (FuKW), Fernsprechkraftwagen (FeKW), Lade- und Instandsetzungskraftwagen (LuIkw), sowie Feldkochherden zur Verpflegung.
Zusätzlich verfügten die überörtlichen Luftschutz-Fernmeldezüge (mot) über einen Funkkommandowagen (FuKow). Die Fernmeldezüge LSHD waren mit Funkgeräten FuG 7a ausgerüstet.

### Luftschutz-Lenkungs- und Sozialdienst
Die primäre Aufgabe des Luftschutz-Lenkungs- und Sozialdienst bestand darin, die Flüchtlingsströme aus ausgebombten Städten zu lenken, die Menschen zu betreuen und mit dem Nötigsten zu versorgen. Hierzu zählten insbesondere auch die Bereitstellung von (Not-)Unterkünften, sowie deren Betrieb und Instandhaltung. Der Luftschutz-Lenkungs- und Sozialdienst bestand dabei aus mehreren Luftschutz-Lenkungsbereitschaften, welche mit LKWs, PKWs, Funkkommandowagen, Feldkochherden und eigenen ABC-Messeinheiten ausgestattet waren.

#### Luftschutz-Lenkungsbereitschaft
Die Luftschutz-Lenkungsbereitschaft (kurz: LS-LB) war eine taktische Einheit des Luftschutz-Lenkungs- und Sozialdienstes. Sie bestand aus zwei Lenkungszügen, einem Sozialzug und einem Versorgungszug. Das Personal wurde von ehrenamtlichen Helfern aus der Zivilbevölkerung gestellt, während die Fahrzeuge und Ausrüstung aus Bundesbeschaffung stammten. Personell bestand die LS-LB laut Stärke- und Ausstattungsnachweisung (STAN) aus 123 Helfern, davon maximal 17 Frauen.

##### Aufgabe
Die Aufgabe der Luftschutz-Lenkungsbereitschaft war es, im Kriegsfall die Flüchtlingsströme aus zerbombten Städten zu kanalisieren sowie die Menschen sozial zu betreuen und zu verpflegen. Weiterhin sollte sie Unterkünfte besorgen, instand halten und betreiben. Wie alle Einheiten des Luftschutzhilfsdienstes sollte die Lenkungsbereitschaft auch bei Großschadensereignissen und Katastrophen tätig werden können. Sie kann somit als Vorgänger der späteren Betreuungszüge des Katastrophenschutzes gesehen werden.

##### Organisation

###### Führungsgruppe
Die Führungsgruppe war die oberste Führungseinheit der Lenkungsbereitschaft. Sie setzte sich aus dem Bereitschaftsführer, dessen Fahrer, einem Fernmelder und zwei Kradmeldern zusammen. Sie konnte auf einen Funkkommandowagen sowie zwei Kräder zurückgreifen.

###### Lenkungszug
Die Luftschutz-Lenkungsbereitschaft verfügte über zwei Lenkungszüge, die jeweils aus einem Führungstrupp, drei Gruppen und einem ABC-Messtrupp bestanden. Der Führungstrupp setzte sich aus einem Zugführer, einem Fernmelder sowie drei Kradmeldern zusammen, die über drei Kräder und einen PKW verfügten. Jede Gruppe war auf einem LKW untergebracht und bestand aus einem Gruppenführer und acht Helfern. Zum ABC-Messtrupp gehörten ein Truppführer und zwei Helfer, die über einen PKW verfügten. Damit bestand jeder Lenkungszug aus 35 Helfern.

###### Sozialzug
Jede Luftschutz-Lenkungsbereitschaft verfügte über einen Sozialzug, der sich aus einem Führungstrupp, einer Verpflegungsgruppe, einer Unterkunftsgruppe und einer Gruppe soziale Betreuung zusammensetzte. Der Führungstrupp bestand aus einem Zugführer, einem Fernmelder und drei Kradmeldern, die über drei Kräder und einen PKW verfügten. Die Verpflegungsgruppe bestand aus zwölf Helfern. Von diesen besetzten der Gruppenführer, vier Helfer und zwei Köche einen LKW. Vier weitere Helfer sowie ein Koch verfügten über einen Feldküchenwagen. Die Unterkunftsgruppe bestand aus einem Gruppenführer, einem Truppführer und einem Helfer auf einem LKW, sowie einem Gruppenführer, vier Truppführern und einem Helfer auf einem Kombinationskraftwagen. Die Gruppe soziale Betreuung besetzte zwei LKW mit jeweils einem Truppführer und fünf Helfern, wobei ein LKW zusätzlich mit einem Gruppenführer besetzt wurde. Damit umfasste der Sozialzug 39 Helfer.

###### Versorgungszug
Der Versorgungszug verfügte über keine eigene Führungseinheit. Der Zugführer besetzte zusammen mit dem Schirrmeister und einem „Handwerker“ einen LKW. Hinzu kam ein weiterer LKW, der mit einem Koch und einem Helfer besetzt war. Dieser diente als Zugfahrzeug für einen Feldkochherd. Ein weiterer Helfer und Fahrer besetzten einen Kombinationskraftwagen. Ein Krad rundete diese acht Personen umfassende Einheit ab.

### Luftschutz-Sanitätsdienst
Der Luftschutz-Sanitätsdienst war in Deutschland der zentrale Fachdienst des nach dem Zweiten Weltkrieg entstandenen und 1968 wieder aufgelösten Luftschutzhilfsdienstes, dem alle anderen Fachdienste zuarbeiten sollten. Seine Aufgabe bestand in der Versorgung von Opfern nach Luftangriffen. Hierzu verfügte der Luftschutz-Sanitätsdienst über Luftschutz-Feld OPs, in welchem auch Notoperationen möglich waren. Organisatorisch war der Luftschutz-Sanitätsdienst in örtliche und überörtliche Krankentransportzüge, sowie überörtliche Sanitätsbereitschaften gegliedert. Klassische Einsatzmittel waren Großraumkrankentransportwagen, Krankenkraftwagen, Funkkommandowagen (FuKoW) sowie mobile Generatoren und Feldkochherde.
Aus dem Luftschutz-Sanitätsdienst ging der Fachdienst Sanitätsdienst des späteren zivilen Bevölkerungsschutzes hervor.

### Luftschutz-Veterinärdienst
Der Luftschutz-Veterinärdienst war eine Besonderheit unter den Fachdiensten des Luftschutzhilfsdienstes. Sie sollte die Landwirte beim Schutz von Vieh vor Luftangriffen unterstützen und die Versorgung mit Lebensmitteln sicherstellen. Einziger Einheitstyp war dabei der überörtliche Luftschutz-Veterinärzug dem ein Tierarzt als Bereitschaftsführer vorstand. Der Veterinärdienst verfügte über keine eigenen Einsatzmittel, diese sollten im Verteidigungs- oder Spannungsfall von der Zivilbevölkerung beordert werden.

## Kennzeichnung der Fachdienste
Mit Ausnahme des Luftschutz-Brandschutzdienstes waren die Einsatzfahrzeuge des LSHD in der Farbe "Khakigrau"  (RAL-Farbe  7008) lackiert.
Den Fachdiensten wurden zur Unterscheidung verschiedene Farben und entsprechende taktische Zeichen zugeordnet:
| ABC-Dienst        | Rehbraun (RAL 8007)       |  |  |
| Bergungsdienst    | Graphitschwarz (RAL 9011) |  |  |
| Betreuungsdienst  | Smaragdgrün (RAL 6001)    |  |  |
| Brandschutzdienst | Feuerrot (RAL 3000)       |  |  |
| Fernmeldedienst   | Zitronengelb (RAL 1020)   |  |  |
| Führungsdienst    | Perlweiß (RAL 9020)       |  |  |
| Lenkungsdienst    | Rotorange (RAL 2001)      |  |  |
| Sanitätsdienst    | Ultramarinblau (RAL 5002) |  |  |
| Versorgungsdienst | Rotlila (RAL 4001)        |  |  |
| Veterinärdienst   | Hellrosa (RAL 3015)       |  |  |